# Конкакафов златни куп 1996.
Конкакафов златни куп 1996. био је треће издање Златног купа, фудбалског шампионата Северне Америке, Централне Америке и Кариба (KОНKАKАФ).
Турнир се вратио у Сједињене Државе и Калифорнију, домаћини игара били су Лос Анђелес, Сан Дијего и Анахајм. Формат турнира се променио од 1993. године, проширен је на девет тимова, подељен у три групе по три и играло се у јануару, за разлику од издања из 1993. које се играло у јулу.
Најбољи тим у свакој групи, плус најбољи другопласирани тим су се пласирали у полуфинале. По први пут је позван тим који није из КОНКАКАФа, Бразил, који је послао своју екипу испод 23 године. Мексико је освојио други узастопни Златни куп, победивши Бразилце са 2 : 0 у финалу.

## Учесници финала
| Репрезентација                                                  | Квалификација        | Наступи              | Задњи наступ         | Најбољи резултат         | Фифина ранг-листа    |
| Северноамеричка зона                                            | Северноамеричка зона | Северноамеричка зона | Северноамеричка зона | Северноамеричка зона     | Северноамеричка зона |
| --------------------------------------------------------------- | -------------------- | -------------------- | -------------------- | ------------------------ | -------------------- |
| Мексико (ТХ)                                                    | Аутоматски           | 3.                   | 1993.                | Шампион (1993.)          | 12.                  |
| Аутоматски                                                      | 3.                   | 1993.                | Шампион (1991.)      | 19                       |                      |
| Канада                                                          | Аутоматски           | 3.                   | 1993.                | Групна фаза (1991.,1993) | 65.                  |
| Карипска зона квалификован преко Куп Кариба 1995.               |                      |                      |                      |                          |                      |
| Тринидад и Тобаго                                               | Победник             | 2.                   | 1991.                | Групна фаза (1991)       | 57.                  |
| Сент Винсент и Гренадини                                        | Други                | 1.                   | Нема                 | Деби                     | 95.                  |
| Централноамеричка зона квалификован преко ЦКФК куп нација 1995. |                      |                      |                      |                          |                      |
| Хондурас                                                        | Победник             | 3.                   | 1993.                | Други (1991)             | 49.                  |
| Гватемала                                                       | Други                | 2.                   | 1991.                | Групна фаза (1991)       | 145.                 |
| Салвадор                                                        | Трећи                | 1.                   | Нема                 | Деби                     | 85.                  |
| Other                                                           |                      |                      |                      |                          |                      |
| Бразил                                                          | Позив                | 1.                   | Нема                 | Деби                     | 1.                   |

## Стадиони
| Анахајм           | Лос Анђелес       | Сан Дијего         |
| ----------------- | ----------------- | ------------------ |
| Стадион Анђела    | Мемориал колосеум | Стадион Сан Дијего |
| Капацитет: 64.593 | Капацитет: 93.607 | Капацитет: 60.836  |
|                   |                   |                    |

## Састави
Од свих девет репрезентација које су учествовале на турниру се тражило да региструју тим од 20 играча, само играчи који су се налазили на списку су имали право да учествују на турниру.

## Групна фаза

### Група А
| Pos | Тим                      | О | П | Н | И | ГД | ГП | ГР | Бод. | Qualification         |
| --- | ------------------------ | - | - | - | - | -- | -- | -- | ---- | --------------------- |
| 1   | Мексико                  | 2 | 2 | 0 | 0 | 6  | 0  | +6 | 6    | Кв. се за Нокаут фазу |
| 2   | Гватемала                | 2 | 1 | 0 | 1 | 3  | 1  | +2 | 3    | Кв. се за Нокаут фазу |
| 3   | Сент Винсент и Гренадини | 2 | 0 | 0 | 2 | 0  | 8  | −8 | 0    |                       |

| Мексико                                                                        | 5 : 0    | Сент Винсент и Гренадини |
| ------------------------------------------------------------------------------ | -------- | ------------------------ |
| Луис Гарсија Постиго 29’, 37’ · Рикардо Пелаез 70’, 90’ · Августин Гарсија 80’ | Извештај |                          |

| Мексико           | 1 : 0    | Гватемала |
| ----------------- | -------- | --------- |
| Еустасио Ризо 89’ | Извештај |           |

| Сент Винсент и Гренадини | 0 : 3    | Гватемала                                                    |
| ------------------------ | -------- | ------------------------------------------------------------ |
|                          | Извештај | Хуан Мануел Фунес 28’ · Едвин Вестфал 42’ · Мартин Мачон 45’ |

### Група Б
| Pos | Тим      | О | П | Н | И | ГД | ГП | ГР | Бод. | Qualification         |
| --- | -------- | - | - | - | - | -- | -- | -- | ---- | --------------------- |
| 1   | Бразил   | 2 | 2 | 0 | 0 | 9  | 1  | +8 | 6    | Кв. се за Нокаут фазу |
| 2   | Канада   | 2 | 1 | 0 | 1 | 4  | 5  | −1 | 3    |                       |
| 3   | Хондурас | 2 | 0 | 0 | 2 | 1  | 8  | −7 | 0    |                       |

| Канада                                   | 3 : 1    | Хондурас          |
| ---------------------------------------- | -------- | ----------------- |
| Карло Коразин 9’ · Кевин Холнес 27’, 63’ | Извештај | Пресли Карсон 40’ |

| Бразил                                                                                              | 4 : 1    | Канада              |
| --------------------------------------------------------------------------------------------------- | -------- | ------------------- |
| Андре Луиз Мореира 3’ · Кајо Рибеиро Декосај 7’ · Савио Бортолини Пиментал 14’ · Леандро Мачадо 86’ | Извештај | Томас Радзински 66’ |

| Бразил                                                                                             | 5 : 0    | Хондурас |
| -------------------------------------------------------------------------------------------------- | -------- | -------- |
| Кајо Рибеиро Декосај 9’, 81’ · Пауло Роберто Жамели Жуниор 31’, 61’ · Савио Бортолини Пиментал 80’ | Извештај |          |

### Група Ц
| Pos | Тим               | О | П | Н | И | ГД | ГП | ГР | Бод. | Qualification         |
| --- | ----------------- | - | - | - | - | -- | -- | -- | ---- | --------------------- |
| 1   | Сједињене Државе  | 2 | 2 | 0 | 0 | 5  | 2  | +3 | 6    | Кв. се за Нокаут фазу |
| 2   | Салвадор          | 2 | 1 | 0 | 1 | 3  | 4  | −1 | 3    |                       |
| 3   | Тринидад и Тобаго | 2 | 0 | 0 | 2 | 4  | 6  | −2 | 0    |                       |

| Тринидад и Тобаго     | 2 : 3    | Салвадор                                        |
| --------------------- | -------- | ----------------------------------------------- |
| Расел Латапи 59’, 64’ | Извештај | Раул Дијаз 34’, 72’ (пен.) · Роналд Серитос 50’ |

| Сједињене Државе                         | 3 : 2    | Тринидад и Тобаго      |
| ---------------------------------------- | -------- | ---------------------- |
| Ерик Вајналда 15’, 34’ · Џо Макс Мур 53’ | Извештај | Арнолд Дварика 6’, 43’ |

| Сједињене Државе                       | 2 : 0    | Салвадор |
| -------------------------------------- | -------- | -------- |
| Ерик Вајналда 63’ · Марсело Балбоа 75’ | Извештај |          |

## Нокаут фаза
|  | Полуфинале               | Полуфинале |                          |   | Финале | Финале |
|  |                          |            |                          |   |        |        |
|  | 18. јануар – Лос Анђелес |            |                          |   |        |        |
|  |                          |            |                          |   |        |        |
|  | Сједињене Државе         | 0          |                          |   |        |        |
|  | Сједињене Државе         | 0          | 21. јануар – Лос Анђелес |   |        |        |
|  | Бразил                   | 1          |                          |   |        |        |
|  | Бразил                   | 1          | Бразил                   | 0 |        |        |
|  | 19. јануар – Сан Дијего  |            | Бразил                   | 0 |        |        |
|  |                          | Мексико    | 2                        |   |        |        |
|  | Мексико                  | Мексико    | 2                        | 1 |        |        |
|  | Мексико                  |            |                          | 1 |        |        |
|  | Гватемала                | 0          |                          |   |        |        |
|  | Гватемала                | 0          | Треће место              |   |        |        |
|  |                          |            |                          |   |        |        |
|  | 21. јануар – Лос Анђелес |            |                          |   |        |        |
|  |                          |            |                          |   |        |        |
|  | Сједињене Државе         | 3          |                          |   |        |        |
|  | Сједињене Државе         | 3          |                          |   |        |        |
|  | Гватемала                | 0          |                          |   |        |        |

### Полуфинале
| Сједињене Државе | 0 : 1    | Бразил                    |
| ---------------- | -------- | ------------------------- |
|                  | Извештај | Марсело Барбоа 79’ (а.г.) |

| Мексико              | 1 : 0    | Гватемала |
| -------------------- | -------- | --------- |
| Куахтемок Бланко 64’ | Извештај |           |

### Утакмица за треће место
| Сједињене Државе                                      | 3 : 0    | Гватемала |
| ----------------------------------------------------- | -------- | --------- |
| Ерик Вајналда 34’ · Џеф Агус 37’ · Јован Кировски 87’ | Извештај |           |

### Финале
| Бразил | 0 : 2    | Мексико                                         |
| ------ | -------- | ----------------------------------------------- |
|        | Извештај | Луис Гарсија Постиго 54’ · Куахтемок Бланко 75’ |

| Бразил | Мексико |

## Статистика

### Голгетери
4. гола
- Ерик Вајналда

3. гола
- Кај Рибеиро
- Луис Гарсија Постиго

### Достигнућа
| Најбољи играч | Победник Конкакафовог златног купа 1996. Мексико 2° титула | Најбољи стрелац Ерик Вајналд (4. гола) |